# Kościół ścienno-filarowy
Kościół ścienno-filarowy – typ kościoła charakterystyczny dla baroku. Jednonawowy, we wnętrzu do ścian zewnętrznych dostawione są filary. Jeśli filary są wydatne, pomiędzy nimi mogą powstawać kaplice, jak np. w bazylice Świętego Krzyża w Warszawie.

## Literatura
- Style w architekturze, Wilfried Koch, Świat Książki, Warszawa 1996.